# Giải đua ô tô Công thức 1 Đức 2006
Giải đua ô tô Công thức 1 Đức năm 2006 là chặng đua thứ mười hai của giải vô địch thế giới Công thức 1 năm 2006. Giải được tổ chức vào ngày 30 tháng 7 năm 2006.

## Xếp hạng chi tiết
| TT      | Tên                  | Đội đua                | Thời gian            | Xuất phát | Điểm |
| 1       | Michael Schumacher   | Ferrari F1             | 1 giờ 27 phút 51,693 | 2         | 10   |
| 2       | Felipe Massa         | Ferrari F1             | +0,7                 | 3         | 8    |
| 3       | Kimi Räikkönen       | McLaren-Mercedes       | +13,2                | 1         | 6    |
| 4       | Jenson Button        | BAR Honda F1           | +18,8                | 4         | 5    |
| 5       | Fernando Alonso      | Renault F1             | +23,7                | 7         | 4    |
| 6       | Giancarlo Fisichella | Renault F1             | +24,8                | 5         | 3    |
| 7       | Jarno Trulli         | Toyota                 | +26,5                | 20        | 2    |
| 8       | Christian Klien      | Red Bull-Ferrari       | +48,1                | 12        | 1    |
| 9       | Ralf Schumacher      | Toyota                 | +60,3                | 8         |      |
| 10      | Vitantonio Liuzzi    | Scuderia Toro Rosso F1 | +1 vòng              | 16        |      |
| 11      | David Coulthard      | Red Bull-Ferrari       | +1 vòng              | 10        |      |
| 12      | Scott Speed          | Scuderia Toro Rosso F1 | +1 vòng              | 19        |      |
| KXH     | Christijan Albers    | Midland F1             | +1 vòng              | 21        |      |
| KXH     | Tiago Monteiro       | Midland F1             | +1 vòng              | 18        |      |
| bỏ cuộc | Mark Webber          | Williams F1            | vòng 59              | 11        |      |
| bỏ cuộc | Takuma Sato          | Super Aguri-Honda      | vòng 38              | 17        |      |
| bỏ cuộc | Jacques Villeneuve   | BMW F1                 | vòng 30              | 13        |      |
| bỏ cuộc | Rubens Barrichello   | BAR Honda F1           | vòng 18              | 6         |      |
| bỏ cuộc | Nick Heidfeld        | BMW F1                 | vòng 9               | 15        |      |
| bỏ cuộc | Pedro de la Rosa     | McLaren-Mercedes       | vòng 2               | 9         |      |
| bỏ cuộc | Sakon Yamamoto       | Super Aguri-Honda      | vòng 1               | 22        |      |
| bỏ cuộc | Nico Rosberg         | Williams F1            | vòng 0 (tai nạn)     | 14        |      |